# 洛戈 (馬里)

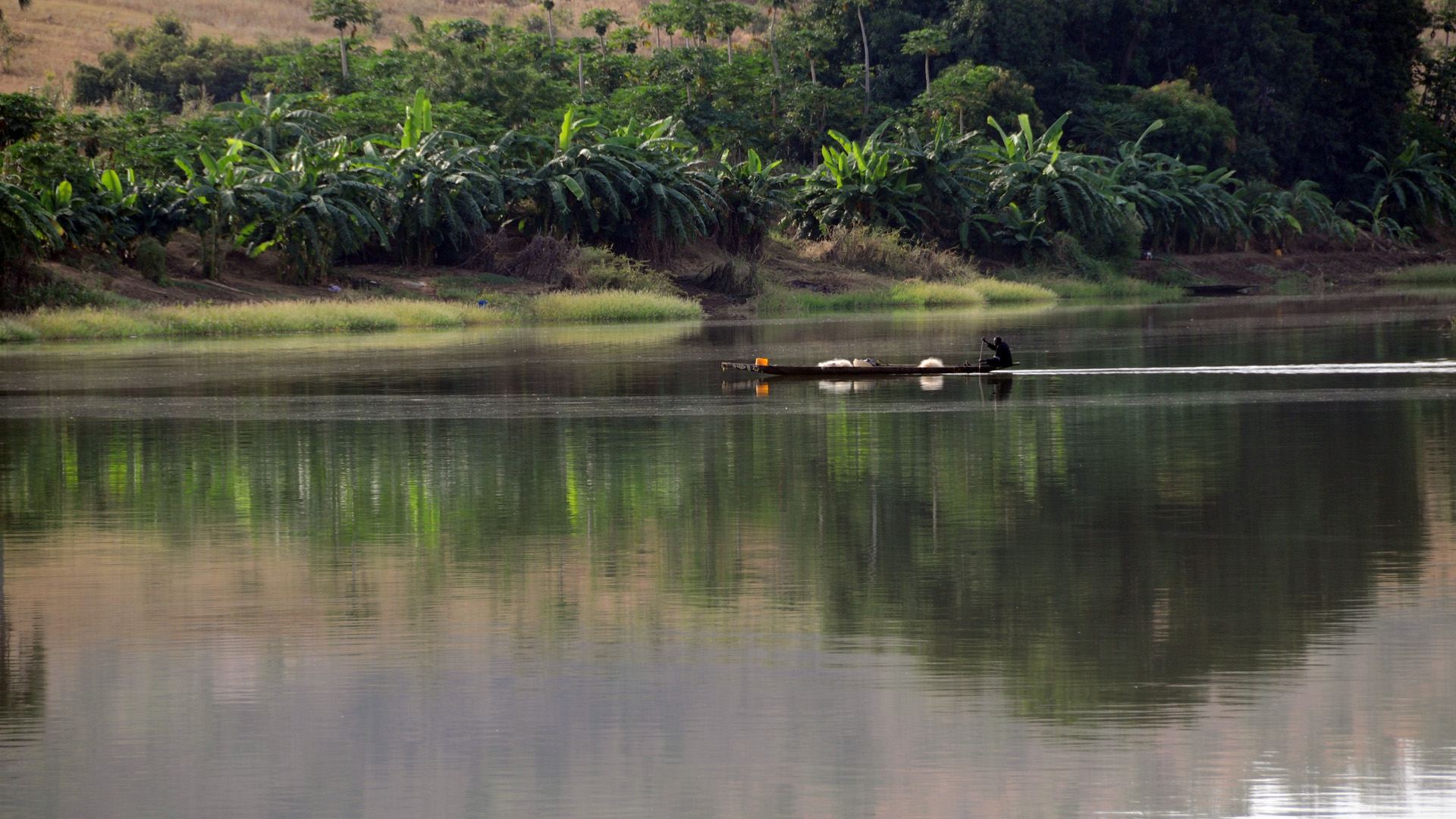
洛戈

洛戈（法語：Logo），是馬里的城鎮，位於該國西南部，由卡伊區的卡伊省負責管轄，面積30平方公里，海拔高度59米，2009年人口13,873，人口密度每平方公里462人。